# ماتورا

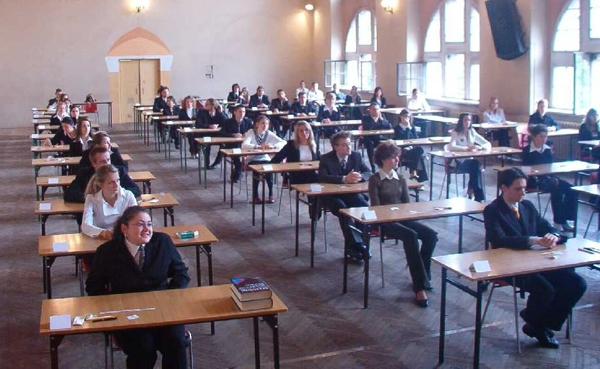
تلاميذ في بولندا خلال اجتياز امتحان الماتورا في 2005.

امتحان الماتورا أو ماتورا (بالإنجليزية: Matura) هو الاسم اللاتيني لامتحان نهاية التعليم الثانوي في العديد من البلدان الأوروبية، مثل: ألبانيا والنمسا والبوسنة والهرسك وبلغاريا وكرواتيا وجمهورية التشيك والمجر وإيطاليا وكوسوفو وليختينشتاين والجبل الأسود ومقدونيا وبولندا وصربيا وسلوفاكيا وسلوفينيا وسويسرا وأوكرانيا.
يجتاز الامتحان تلاميذ تتراوح أعمارهم بين السابعة عشرة والعشرين عاما في نهاية التعليم الثانوي، وعادة ما يجب عليهم النجاح في الامتحان لإرسال طلبات القبول في الجامعة أو مؤسسات التعليم العالي. امتحان الماتورا شبيه بامتحان الـA-Level في بريطانيا والأبيتور في ألمانيا ووالبكالوريا في فرنسا.

## في ألبانيا
الاسم الرسمي للامتحان هو Matura Shtetërore وتعني بـالألبانية امتحان الماتورا الوطني، وتم اعتماده سنة 2006 من طرف وزارة التربية والعلوم الألبانية ليحل محل امتحان Provimet e Pjekurisë. الماتورا هو امتحان إجباري بعد الانتهاء من الدراسة الثانوية لكل تلميذ يود الالتحاق بالتعليم الجامعي. مدارس التكوين المهني تعتمد امتحان الماتورا بصيغة مختلفة بعض الشيء. يقع امتحان الماتورا تحت رقابة وكالة التقييم المركزية، وتقوم هذه الوكالة بإعداد وتصحيح الامتحان، في حين تتولى وزارة التربية والرياضة الأمور الإدارية المتعلقة بإجراء الامتحان، أما طلبات القبول في الجامعة فتوجد وكالة أخرى خاصة بها وهي APRIAL.
هناك مادتين إجباريتين لكل الممتحنين، وهما اللغة والأدب الألباني، والرياضيات. من أجل الحصول على القبول من الجامعة، يجب على التلاميذ إجراء امتحان في مادتين إضافيتين، ولهم الاختيار من ثمانية مواد. يدوم امتحان الماتورا ثلاثة أيام، وعادة ما يجرى في يونيو/حزيران أو يوليو/تموز. اليوم الأول مخصص لللمادتين الإجباريتين، في حين اليوم الثالث مخصص للمادتين الإضافيتين. تترواح علامات الماتورا بين 4 و10، لكن القبول في الجامعة يعتمد على معدل يتم احتسابه وفق نظام معقد يدعى MeP. في الماضي، كان القبول للجامعة يحدد من طرف الجامعات والأساتذة بشكل مستقل، وتم اعتماد الـMeP للحد من التجاوزات التي كانت تحصل في النظام القديم.

## في النمسا
الاسم الرسمي للامتحان في النمسا هو Reifeprüfung، والشهادة المحصل عليها بعد النجاح في الامتحان تدعى Maturazeugnis.
في الثانويات العادية (أو الجيمنازيوم) تتكون الماتورا من ثلاثة أو أربعة امتحانات، ويدوم كل امتحان من أربع إلى خمس ساعات. تجرى الامتحانات الكتابية بشكل ممتالي بمعدل امتحان كل صباح، عادة في شهر مايو/آيار، وتجرى الامتحانات الشفوية بعد شهر واحد، عادة في يونيو/حزيران. تجرى كل الامتحانات بنفس مؤسسة تمدرس التلاميذ. يستطيع التلاميذ كتابة مقال أكاديمي وتقديمه في أواخر فبراير/شباط، وفي حالة قبول هذا المقال، يتم احتسابه كامتحان في مادة واحدة، وهكذا يقل عدد الامتحانات التي يجب على التلميذ أخذها في الماتورا. إضافة إلى شرط قبول المقال، يجب الدفاع عن المقال في امتحان شفوي.
يمكن للتلميذ الحصول على علامات من 1 (علامة ممتاز) إلى 5 (علامة راسب). التلاميذ الراسبون بامكانهم إعادة الامتحان في سبتمبر/أيلول أو فبراير/شباط في العام الموالي.
المواد الإجبارية للامحتان الكتابي هي اللغة الألمانية، الرياضيات، ولغة أجنبية (الإنجليزية أو الفرنسية أو الإسبانية أو الإيطالية أو اللاتينية أو الإغريقية). بعض المدارس ذات التخصص العلمي توجب التلاميذ على أخذ امتحان كتابي في علم الأحياء أو الفيزياء.
قبل 2014 كان يتم إجراء الماتورا بشكل مستقل في كل مدرسة، لكن بدءا من تلك السنة تم توحيد امتحانات اللغة الألمانية، الرياضيات، واللغة الأجنبية حيث يجتاز التلاميذ نفس الامتحانات في هته المواد في كل أنحاء النمسا. باقي الامتحانات لا يزال يتم إجرائها بشكل مستقل على مستوى المدارس. الامتحانات الشفوية يتم إجراءها علنا، بحضور زملاء المترشح.
يمكن للأشخاص من جميع الأعمار اجتياز امتحان الماتورا. عادة ما يقوم المترشحون ممن تجاوزوا سن العشرين بالتحضير للامتحان في مؤسسات خاصة.
في عام 2015 تم إجراء العديد من الإصلاحات على الماتورا. يتم إجراء الامتحان في نفس اليوم، وكل التلاميذ يجتازون نفس المواضيع. يتولى معهد البحث في التعليم أو bifie الإشراف على تحضير وسير الامتحانات. لا يزال تصحيح الامتحانات من واجب أساتذة التلاميذ، لكن يجب عليهم التقيد بورقة إجابات معدة من اللجنة المركزية. لكل تمليذ خيارين: اجتياز ثلاث امتحانات كتابية وثلاث امتحانات شفوية، أو اجتياز أربعة امتحانات كتابية وامتحانيين شفويين. يجب على جميع التلاميذ كتابة مقال شبه عملي، ويحق لهم اختيار أي موضوع يريدون الكتابة عنه عام قبل التخرج. طول المقال يجب أن يكون بين 30.000 و 60.000 حرفا. تأخذ نقطة المقال بعين الاعتبار حين احتساب معدل القبول للجامعة.

## في بلغاريا
الاسم الرسمي للامتحان في بلغاريا هو държавен зрелостен изпит أو اختصارا ДЗИ وتعني امتحان ماتورا الوطني. توجد مادة واحدة إلزامية للجميع وهي اللغة والأدب البلغاري، ويجب على التمليذ اختيار مادة ثانية. يحق للتلميذ اجتياز امتحان في مادة ثالثة إذا أراد ذلك. الخيارات المتاحة للمادة الثانية هي: لغة أجنبية (إنجليزية، فرنسية، ألمانية، إسبانية، إيطالية، أو روسية)، الرياضيات، الفيزياء وعلم الفلك، علم الأحياء والصحة، الكيمياء وعلم الوسط، التاريخ والحضارة، الجغرافيا والاقتصاد، أو الفلسفة.
حسب إحصائيات وزارة التعليم البلغارية، في عام 2008 كان هناك 76013 مترشحا لاجتياز امتحان الماتورا، 1748 اختاروا اجتياز امتحان في مادة ثالثة، و845 فقط نجحوا في اجتياز الماتورا. بسبب نوعية الامتحان الصعبة، فإن التلاميذ الذين يختارون امتحان مادة ثالثة لديهم حظوظ أكبر في الحصول على قبول من الجامعة.

## في كرواتيا
تم إدراج امتحانات الماتورا الوطنية في السنة الدراسية 2009–2010. يوجد ثلاثة امتحانات إجبارية وهي: اللغة الكرواتية (أو الصربية، المجرية، الإيطالية، أو التشيكية حسب لغة الأقلية العرقية)، الرياضيات، ولغة أجنبية (الإنجليزية، الألمانية، الإيطالية، الإسبانية، أو الفرنسية). يمكن لبعض التلاميذ اختيار اللاتينية أو الإغريقية في مكان أو إضافة إلى اللغة الأجنبية. المواد الاختيارية هي: الجغرافيا، علم الأحياء، الفيزياء، الكيمياء، علم الحاسوب، التاريخ، الموسيقى، الفنون المرئية، الأخلاق، الدراسات الدينية، علم النفس، علم الاجتماع، السياسة والمنطق. يوجد نوعان من امتحانات المواد الأساسية بصعوبة متفاوتة: المستوى العادي أو المستوى المتقدم، ونقطة واحدة في المستوى المتقدم تعادل 1.6 نقطة في المستوى العادي. الامتحانات يشرف عليها المركز الوطني لتقييم التعليم. بعد النجاح في الامتحان، يمكن للتلميذ إرسال طلبات القبول لعشرة جامعات على الأكثر.

## في جمهورية التشيك
النسخة الحالية لامتحان الماتورا تم اعتمادها في 2010 وتتكون من جزئين: الجزء الأول هو امتحان على مستوى وطني من مادتين إجباريتين: الأولى هي اللغة والأدب التشيكي، والثانية هي اختيار بين لغة أجنبية (غالبا الإنجليزية، ولكن كذلك الألمانية، الروسية، الإسبانية، أو الفرنسية) أو الرياضيات. الجزء الثاني هو امتحان يجرى على مستوى المدارس بشكل مستقل، ويتكون من اللغة والأدب التشيكي، ومادتين أو ثلاث مواد على الأقل حسب اختيار التلميذ وحسب المدرسة. عادة ما يتم الاختيار من بين المواد الآتية: علم الأحياء، الكيمياء، لغة أجنبية، الجغرافيا، التاريخ، التكنولوجيا، الرياضيات، الفيزياء، والعلوم الإنسانية (علم النفس، علم الاجتماع، الاقتصاد، القانون، العلوم السياسية، الفلسلفة، والعلاقات الدولية).
الامتحان الوطني مشرف عليه من طرف CERMAT أو مركز إحصاء التحصيل التعليمي، ويقوم المركز بإعداد وتصحيح الامتحان، توفير امتحانات تجريبية للتلاميذ، وتدريب الأساتذة المكلفين بحراسة وتصحيح الامتحان. الامتحان الوطني دائم التعديل من طرف الدولة، وفي المستقبل سيتم إضافة مادة إجبارية أخرى للامتحان. في عام 2012 كان بإمكان التلاميذ الاختيار بين مستويين للامتحان: المستوى الأساسي والمستوى المتقدم. هذا التعديل لم يحدث نتائج جيدة، وتم إلغاءه في العام الموالي.
يوجد نظام امتحانات آخر يدعى الامتحان الوطني للمقارنة، وهو مسير من طرف شركة مؤسسة خاصة Scio والتي تقدم امتحانات في جميع المواد الدراسية. بعض الجامعات التشيكية تعترف بنتائج هذه الامتحانات ويمكن للتلاميذ الحصول على القبول في الجامعة، لكن شرط أن ينجحوا في امتحان الماتورا كذلك.
يتكون امتحان كل مادة من جزء كتابي وجزء شفوي، لكن بعض المواد مثل الرياضيات لها جزء كتابي فقط. يجرى كل من الامتحان الكتابي والشفوي في آواخر فصل الربيع. يدوم الامتحان الشفوي ربع ساعة، ما عدا اللغة التشيكية أين يدوم عشرين دقيقة. يقيم كل تلميذ خلال الامتحان الشفوي من طرف أستاذين مختلفين، ثم تحسب النقطة النهائية. يمكن للتلاميذ الحصول على نقاط من واحد إلى خمسة، حيث واحد هي أفضل علامة، وخمسة هي الأسوء أو علامة الرسوب.
إذا رسب التلميذ في امتحان واحد، بإمكانه إعادة الامتحان في تلك المادة. إذا رسب التلميذ في امتحانين أو أكثر، فيحق له إعادة كل الامتحانات. يمكن للتلميذ إعادة الماتورا ثلاث مرات، وإذا رسب للمرة الثالثة فلا يمكنه إعادة الامتحان أو الالتحاق بالجامعة. الحل الوحيد هو الالتحاق بثانوية جديدة، ودراسة أربعة سنين مجددا في الثانوية الجديدة، ثم يمكن للتلميذ اجتياز الماتورا من جديد.

## في المجر
يطلق على امتحان الماتورا اسم érettségi في المجر، ويتم اجتيازه بعد 12 أو 13 سنة من التمدرس. كل تلميذ ناجح في الامتحان بإمكانه الالتحاق بالجامعة. يجب على التلاميذ اجتياز امتحانات في مواد الأدب وقواعد اللغة المجرية، الرياضيات، التاريخ، لغة أجنبية، ومادة من اختيار التلميذ (عادة مادة يقوم التلميذ بدراستها لمدة عامين قبل الامتحان). يقيم الامتحان من واحد إلى خمسة: خمسة يعني علامة ممتاز، وواحد يعني رسوب.

## في إيطاليا
الاسم الرسمي للامتحان في إيطاليا هو الامتحان الوطني النهائي للطور الأعلى من الدراسات الثانوية، لكن يعرف عامة باسم الماتورا أو الامتحان الوطني. يجرى الامتحان في نهاية المرحلة الثانوية، ويجب على التلاميذ النجاح فيه إذا كانوا يرغبون بالالتحاق بالجامعة.
يقسم الامتحان لجزء كتابي وآخر شفوي. الجزء الكتابي يتكون من ثلاث مواد. الأولى هي اللغة الأيطالية، وهي مادة موحدة وإجبارية، أين يختار التلاميذ كتابة مقال حول موضوع معين، أو تحليل والتعليق على نص (عادة نص شعري). المادة الثانية تختلف حسب المدرسة الثانوية، وتختار من بين المواد الآتية: علم النفس والبيداغوجيا، الرياضيات، لغة أجنبية، اللاتينية، والإغريقية. يتم تحديد المادة الثانية من طرف الوزارة بضعة أشهر قبل الامتحان، وعادة ما يتم اختيار نفس المادة كل عام حسب تخصص الثانوية. مثلا، غالبا ما يتم اختيار الرياضيات كمادة ثانية في الثانويات العلمية. المادة الثالثة تشمل خمس مواضيع دراسية، ولا يعرف التلاميذ أية مواضيع سيتم اختيارها للامتحان. بدءا من السنة الدراسية 2018–2019 تم إلغاء الامتحان في المادة الثالثة والإبقاء فقط على الامتحانين الأول والثاني إلى جانب امتحان شفوي.
تغير تقييم الامتحان عدة مرات منذ 1969:
- ما بين 1969–1998: أدنى معدل للنجاح: 36، أعلى معدل ممكن: 60
- ما بين 1999–2006: أدنى معدل للنجاح: 60، أعلى معدل ممكن: 100 (45 + 35 + 20)
- ما بين 2007–2008: أدنى معدل للنجاح: 60، أعلى معدل ممكن: 100 (40 + 45 + 30)
- ما بين 2009–2018: أدنى معدل للنجاح: 60، أعلى معدل ممكن: 100 (45 + 30 + 25)
- 2019: أدنى معدل للنجاح: 60، أعلى معدل ممكن: 100 (40 + 20 + 40)

يتم احتساب المعدل بجمع كل من:
- المعدل المحصل عليه خلال السنة الدراسية
- العلامات المحصلة عليها في الامتحانات الكتابية
- العلامات المحصلة عليها في الامتحانات الشفوية
- نقاط إضافية تمنح للمترشحين المميزيين من طرف لجنة الامتحان

التلاميذ الذين يستطيعون الحصول على معدل 100 بدون الحاجة للنقاط الإضافية يتخرجون بامتياز أو cum laude باللغة اللاتينية.

## في كوسوفو
يحب على التلاميذ اجتياز امتحان الماتورا للحصول على شهادة التعليم الثانوي، وكذلك للراغبين بالالتحاق بالجامعة. محتوى الامتحان وعدد الاسئلة يختلف على حسب توجه التلميذ في الثانوية. يجرى الامتحان في شهر يونيو/حزيران، ويدوم ليومين بمعدل اختبار واحد في كل يوم. الاختبار الأول يتكون من مئة سؤال حول المواد العامة، والاختبار الثاني يتكون من مئة سؤال حول المواد الخاصة بتوجه التلميذ. تشرف وزارة التربية، العلوم والتكنولوجيا على الامتحان. يقدم الامتحان باللغات الألبانية، الصربية، التركية، أو البوسنية حسب عرقية التلميذ. هناك امتحان ماتورا آخر مماثل يتم اجراءه في نهاية التعليم الأساسي، ويجب على التلميذ اجتيازه للالتحاق بالثانوية.

## في مقدونيا
امتحان الماتورا إجباري لجميع التلاميذ الراغبين بالالتحاق بالجامعة في مقدونيا. يجب على التلاميذ اجتياز أربعة اختبارات:
- اللغة الأم (المقدونية، الألبانية، أو التركية حسب العرقية) وهذا الاختبار لمعارف الأدب وقواعد اللغة والقدرة على كتابة مقال.
- الاختيار بين: الرياضيات (مستوى عادي أو متقدم) أو لغة أجنبية (إنجليزية، ألمانية، فرنسية، أو روسية).
- مادتين إضافيتين من اختيار التلميذ (علم الأحياء، الكيمياء، الفيزياء، علم الأرض، علم النفس، المعلوماتية، اللغة اللاتينية، اللغة الإغريقية، الفنون، الموسيقى، التاريخ، الجغرافيا، والأعمال).

## في بولندا

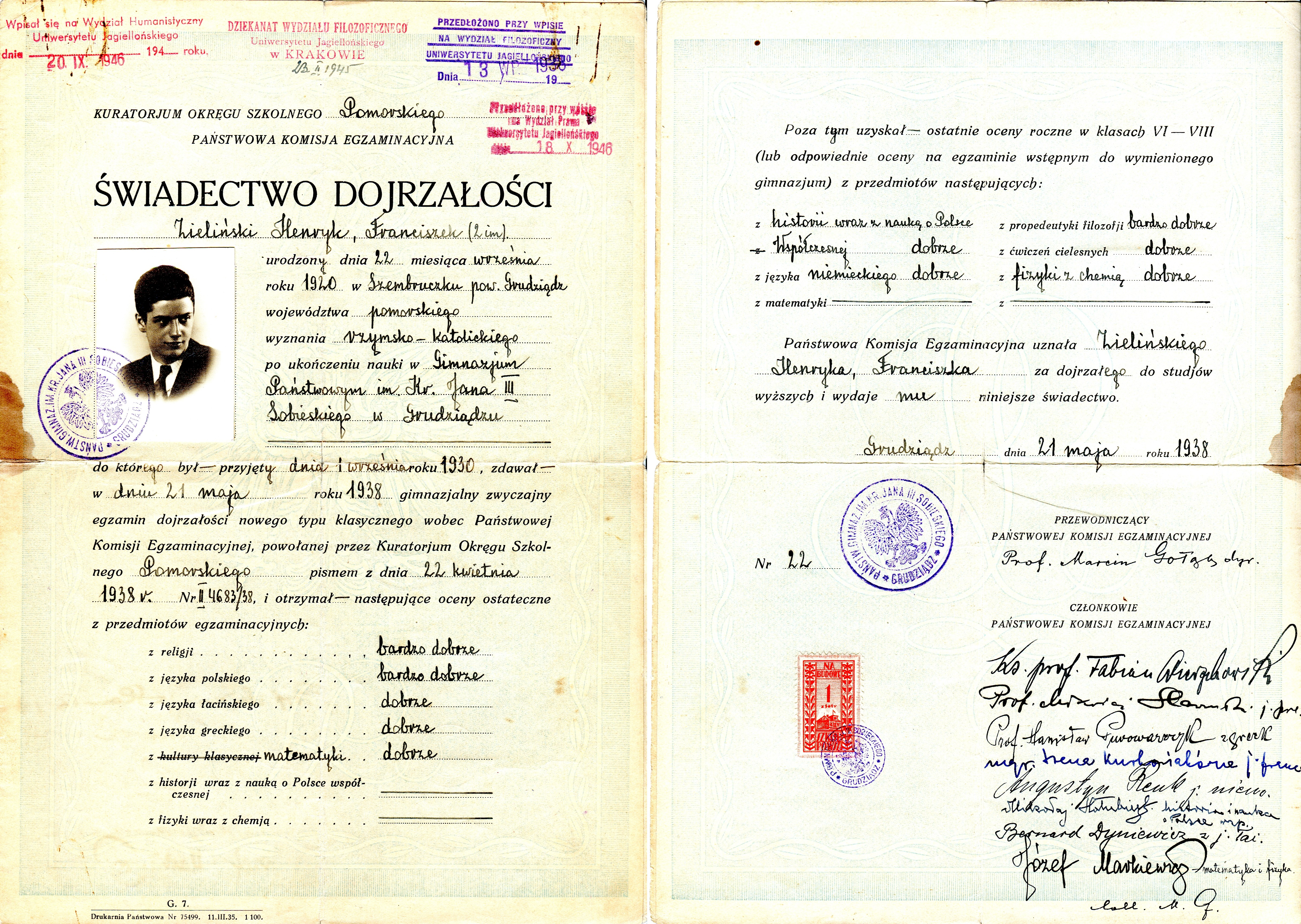
شهادة ماتورا بولندية من عام 1938.

في النظام التعليمي البولندي الاسم الرسمي للامتحان egzamin maturalny لكنه يعرف اختصار بماتورا. يجري الامتحان في نهاية التعليم الثانوي، عادة في مايو/آيار ويونيو/حزيران، والإعادة في أغسطس/آب. الامتحان ليس إجباري ما عدا للتلاميذ الراغبين بمواصلة التعليم الجامعي.
تم إقرار إصلاحات ملحوظة على الامتحان في 1999، لكنها لم تدخل حيز التفيذ لغاية 2005. في النظام القديم، كان تقييم التلاميذ يتم من طرف أساتذتهم في مدارسهم، لكن في النظام الجديد يتم التقييم من طرف مقيميين خارجيين، وهذا لتكون النتائج أكثر موضوعية. بعد تطبيق النظام الجديد، تم إلغاء امتحانات القبول للجامعة، وأصبح القبول يعمتد أساسا على امتحان الماتورا.
بدءا من 2015، يجب على كل تلميذ إجراء ثلاث اختبارات إجبارية ذات مستوى عادي، وهي: اللغة البولندية (لتقييم معارف اللغة البولندية والأدب الأوروبي)، لغة أجنبية (إنجليزية، فرنسية، ألمانية، إيطالية، إسبانية، أو روسية)، والرياضيات. إضافة، يجب على التلاميذ إجراء امتحان ذا مستوى متقدم، ويحق لهم الاختيار من المواد الآتية: علم الأحياء، الكيمياء، الجغرافيا، العلوم الإجتماعيةـ التاريخ، تاريخ الفنون، تاريخ الموسيقى، تكنولوجيا الإعلام، الفيزياء وعلم الفلك، اللغة اللاتينية والتاريخ القديم، الفلسفة، لغة أجنبية ثانية، ولغة من لغات الأقليات العرقية في بولندا (البيلاروسية، الليتوانية، الكاشوبية، الروسينية، والأوكرانية).
الامتحان تشرف عليه لجنة الامتحانات الرسمية بالتعاون مع لجان الامتحانات المحلية. هذه اللجنة نفسها مسؤولة عن امتحانات نهاية المرحلة الابتدائية والمتوسطة.

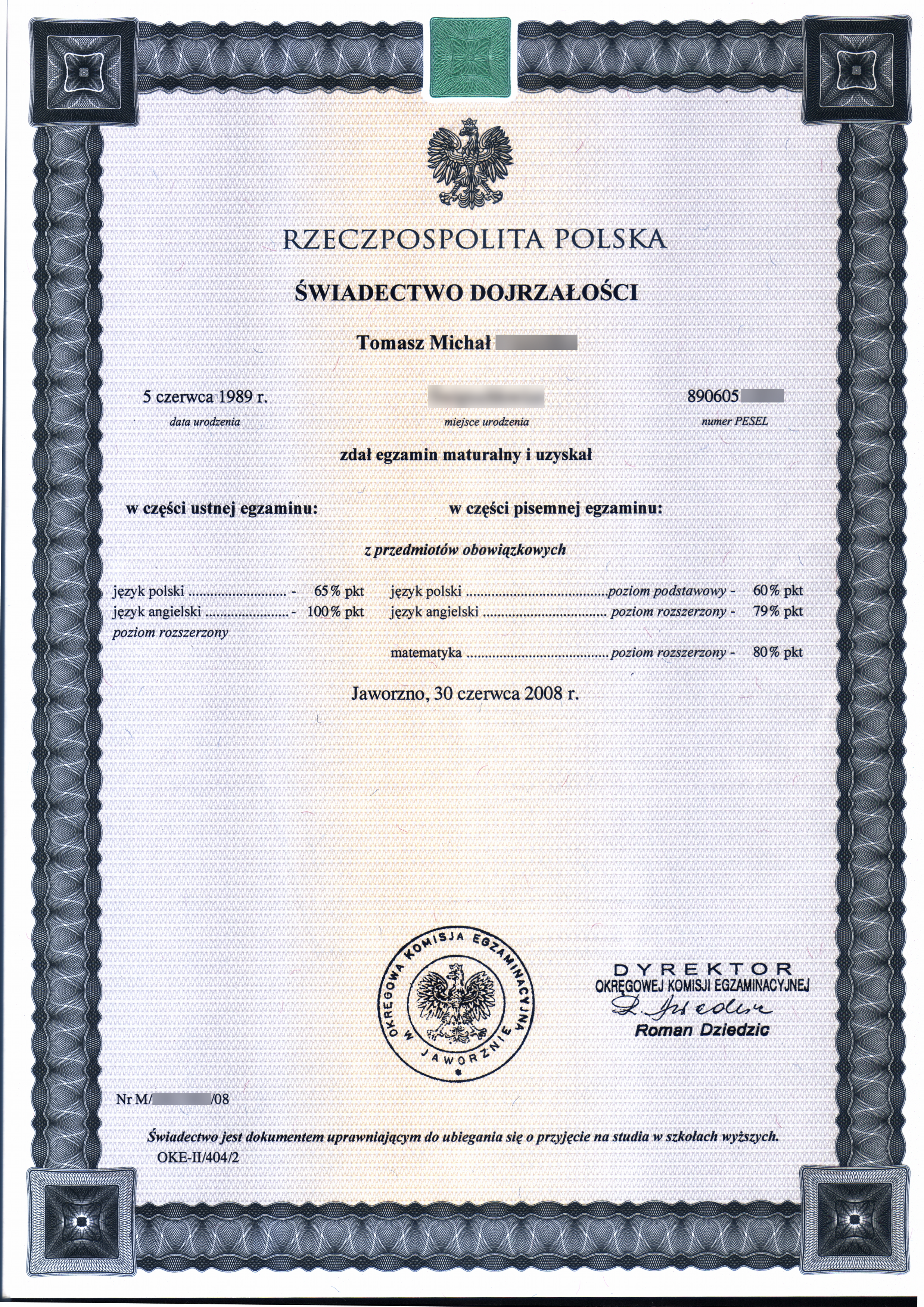
شهادة ماتورا بولندية من عام 2008.

## في سلوفاكيا
الاسم الرسمي للامتحان في سلوفاكيا هو Maturitná skúška، ويتكون من عدة أجزاء. هناك الجزء الكتابي، ويجرى عادة في شهر مارس/آذار، يتكون من اختبار في اللغة والأدب السلوفاكي، لغة أجنبية (الإنجليزية، الألمانية، الفرنسية، الروسية، والإسبانية) واختبار اختياري في الرياضيات. يمتحن التلاميذ في اللغة الأوكرانية أو المجرية في حال كانت تلك لغة التعليم في مدراسهم. يجب على التلاميذ كتابة مقال في اللغة التي يمتحنون فيها، وطول المقال بين صفحة ونصف وثلاث صفحات. يتم إعداد الاختبارات من طرف المعهد الوطني للتقييم العلمي الموثق. هذا المعهد مكلف أيضا باختيار مواضيع المقالات، لكنها تصحح من طرف مدرسة التلميذ. التلاميذ المتمدرسون في الثانويات المدعوة بالجيمنازيوم عليهم إجراء امتحانيين إضافيين على الأقل زيادة على الامتحانيين الإجباريين، ويتم الاختيار من هذه المواد: الرياضيات، الفيزياء، علم الأحياء، الكيمياء، التاريخ، الجغرافيا، الفلسفة، الفنون والثقافات، الاقتصاد، المعلوماتية، والعلوم الاجتماعية. كل الامتحانات الإضافية هي شفوية، ما عدا امتحان الرياضيات الذي يتكون من جزء كتابي وآخر شفوي، وتجرى عادة في شهر مايو/أيار. يختار التلاميذ مستوى اختبار اللغة الأجنبية حسب الإطار الأوروبي المرجعي العام للغات، ولهم الاختيار بين مستوى B1 (متوسط) أو B2 (متوسط مرتفع). على تلاميذ الجيمنازيوم اجتياز المستوى B2. التلاميذ من المدارس المتخصصة في اللغات الأجنبية عليهم اجتياز مستوى C1 (متقدم أو متحدث ماهر). في الماضي، كان على التلاميذ اجتياز امتحان إضافي لإثبات مستوى اللغة (IELTS، TOEFL, CAE, FCE)، والحصول على مستوى B2 على الأقل. تم إلغاء هذا الشرط في عام 2014، حيث يجري التلاميذ امتحان اللغة الأجنبية كجزء من الماتورا فقط.

## في سلوفينيا
الاسم الرسمي للامتحان في سلوفينيا هو splošna matura وهو امتحان إجباري في نهاية المرحلة الثانوية للإعتراف بالدراسة الثانوية ومن أجل القبول في الجامعة. للمدارس المهنية امتحان الخاص بها ويدعى poklicna matura، وهذا الامتحان لا يؤهل التلميذ للدخول للجامعة. معظم الجامعات ليس لديها امتحانات قبول خاصة بها، لهذا امتحان الماتورا يعتبر عنصر جوهري لدخول الجامعة، في حين أن العلامات المحصل عليها خلال السنوات الدراسية لا تلعب دورا كبيرا في القبول للجامعة. تم إعادة برمجة الامتحان في 1994 بعد توقف خلال الثمانينيات. يجرى الامتحان في دورتين: الأولى خلال مايو/أيار والثانية خلال سبتمبر/أيلول. أغلب الجامعات تعلن على نتائج القبول في شهر يوليو/تموز، ولهذا التلاميذ الذين يجتازون الامتحان في دورة سبتمبر/أيلول لهم حظ محدود جدا للحصول على القبول في الجامعة. هناك حوار قائم حول إلغاء الامتحان أو إضافة امتحانات قبول الجامعة للتقليل من أهمية امتحان الماتورا، لكن وزارة التربية لا تزال تعتبر الماتورا كأحد أهم أعمدة الدراسة الثانوية.
يتكون الامتحان من ثلاث مواد إجبارية ومادتين اختياريتين. المواد الإجبارية هي اللغة السلوفينية (أو الإيطالية أو المجرية للأقليات العرقية)، الرياضيات، ولغة أجنبية (عادة الإنجليزية، الفرنسية، الألمانية، الإسبانية، الروسية، أو الإيطالية). المواد الاختيارية هي عادة التي درسها التلميذ سابقا، ويتم الاختيار من اللغة الإغريقية، اللغة اللاتينية، الفيزياء، الكيمياء، الفيزياء، علم الأحياء، الجغرافيا، التاريخ أو تاريخ الفن، الفلسفة أو علم النفس أو علم الاجتماع، الموسيقى أو الفنون التصويرية، تاريخ الدراما، الاقتصاد، المعلوماتية، البيوتكنولوجيا، الالكترو-تكنيك، الميكانيك، وعلوم المادة. يمكن كذلك اختيار لغة أجنبية ثانية.
امتحان الماتورا هي مسألة حكومية، ويشرف عليه المركز الوطني للامتحانات. هذا المركز مسؤول على إعداد وسير الامتحان، وكذلك إعداد الإجابات وإرسال نتائج الامتحان لكل الجامعات التي يود التلميذ الالتحاق بها.
نظام التقييم معقد بعض الشيء، وتوجد هناك ثلاث معايير خاصة بثلاث مجموعات من المواد:
- اللغة السلوفينية تقيم من واحد إلى ثمانية.
- يمكن إجراء امتحان الرياضيات واللغة الأجنبية على مستويين: مستوى عادي أو مستوى متقدم. العلامات تتراوح بين واحد وخمسة للمستوى العادي، وبين واحد وثمانية للمستوى المتقدم.
- المواد المتبقية تنقط من واحد إلى خمسة.

علامة الرسوب هي واحد، لكن هناك حالات استثنائية أين علامة واحد تسمح بالنجاح، وهي:
- التلميذ تحصل على ثمانين بالمائة من النقاط اللازمة لعلامة إثنين، وتحصل على علامة إثنين أو أكثر في جميع المواد الأخرى.
- التلميذ تحصل على علامة ثلاثة أو أكثر في مادتين على الأقل (في حالة أن علامة واحد حصل عليها في امتحان إجباري).
- التلميذ تحصل على علامة ثلاثة أو أكثر في مادة واحدة على الأقل (في حالة أن علامة واحد حصل عليها في امتحان اختياري).

يمكن الحصول على معدل ما بين 10 و34 نقطة. يجب على التلميذ الحصول على معدل 30 أو أكثر للحصول على امتياز، وهؤلاء التلاميذ يهنؤون من طرف الرئيس السلوفيني في حفلة استقبال في شهر سبتمبر/أيلول.

## في صربيا
يدعى امتحان الماتورا بـdržavna matura في صربيا، ويوجد نوعان من الامتحان: واحد في نهاية التعليم الابتدائي، والآخر في نهاية التعليم الثانوي. يضم الامتحان ثلاث اختبارات: اللغة الصربية، الرياضيات، وامتحان ثالث يضم أسئلة من علم الأحياء، الجغرافيا، التاريخ، الكيمياء والفيزياء.

## في سويسرا
في سويسرا، توجد أنواع مختلفة من التعليم الثانوي والتي تحضر التلاميذ لتخصصات مهنية مختلفة. الجيمنازيوم هو أعلى هته الأنواع ويحضر التلاميذ للدخول مباشرة للجامعة. حوالي عشرين من المائة من التلاميذ ينجحون في اجتياز الماتورا كل عام، لكن النسب تختلف من كانتون لآخر. ماتورا الجيمنازيوم ضرورية وكافية للدخول لأي جامعة أو معهد فيديرالي، ما عدا التخصصات الطبية أين عدد المقاعد محدود جدا.
معدلات القبول في الجامعة تختلف قليلا من كانتون لآخر، لكن عادة تتكون من جزئين: علامات التلميذ خلال السنة الدراسية الأخيرة، وعلامات الماتورا في نهاية الصف الثاني عشر أو الثالث عشر حسب الكانتون. يطلب من التلاميذ أيضا كتابة مقال علمي من خمسة وعشرين صفحة، ويمنحون علامة على ذلك. كل العلامات السابقة تأخذ بعين الاعتبار في حساب المعدل النهائي. علامة ستة هي الأفضل، وواحد هي الأسوء. العلامة المطلوبة للنجاح في الماتورا هي أربعة على الأقل. إذا حصل التلميذ على علامة أقل من أربعة، يستطيع بامكانه النجاح إذا حقق علامات عالية في مواد أخرى، لكن هذا غير ممكن في حالة أن للتمليذ أربعة علامات أو أكثر بدرجة أقل من أربعة. 
الكانتونات هي المكلفة بالتحضير والإشراف على سير الامتحان. يتكون كل اختبار عادة من جزئين: كتابي وشفوي. مواضيع الامتحانات تختلف من كانتون لآخر، ولكن يوجد كذلك امتحان وطني موحد على المستوى الفيديرالي يدعى بالماتورا الفيديرالية. الماتورا الفيديرالية من اختصاص سكرتارية الدولة للتربية، البحث والابتكار، وتجرى مرتين في العام. ماتورا الكانتونات تحضى باعتراف على مستوى فيديرالي. يوجد امتحان فيديرالي آخر يدعى Latinum Helveticum للتلاميذ الراغبين في دراسة تخصصات جامعية تستوجب معرفة اللاتينية.
الماتورا تتكون من اختبارات في مواد أساسية، مواد الاختصاص، وومواد إضافية. في المواد الأساسية يختار التلاميذ من بين اللغة الأم (الفرنسية، الإيطالية، الألمانية، أو الرومانشية) وأدب اللغة الأم، لغة وطنية ثانية، لغة ثالثة مثل الإنجليزية أو اللاتينية أو الإغريقية، الرياضيات، علم الأحياء، الكيمياء، الفيزياء، التاريخ، الجغرافياـ الفنون المرئية أو الموسيقى، والفلسفة. في مواد الاختصاص يختار التلاميذ من بين اللغات القديمة (اللاتينية أو الإغريقية)، لغة معاصرة (الإنجليزية، الإسبانية، أو الروسية)، الفيزياء والرياضيات التطبيقية، الاقتصاد والقانون، الفنون المرئية، والموسيقى. في المواد الإضافية يختار التلاميذ من بين الفيزياء، الكيمياء، علم الأحياء، الرياضيات التطبيقية، علم الحاسوب، التاريخ، الجغرافيا، الفلسفة، الدين، الاقتصاد والقانون، التربية وعلم النفس، الفنون المرئية، الموسيقى، والرياضة. موضوع المادة الاختيارية يجب أن يكون مختلف عن موضوع مادة الاختصاص. 

## روابط خارجية
- الماتورا في إيطاليا.
- الماتورا في سويسرا.
- الماتورا في بولندا.
- الماتورا في سلوفاكيا.
- الماتورا في بلغاريا.
- موقع CERMAT.
- الماتورا في جمهورية التشيك. [وصلة مكسورة]